# Montpellier Agglomération Volley Université Club 2013-2014 (maschile)
Questa voce raccoglie le informazioni riguardanti il Montpellier Agglomération Volley Université Club nelle competizioni ufficiali della stagione 2013-2014.

## Organigramma societario
Area direttiva
- Presidente: Jean-Charles Caylar

Area tecnica
- Allenatore: Philippe Blain
- Allenatore in seconda: Arnaud Josserand

## Rosa
| N° | Nome                   | Ruolo | Data di nascita  | Nazionalità sportiva |
| -- | ---------------------- | ----- | ---------------- | -------------------- |
| 1  | Romain Di Giantommasso | P     | 25 maggio 1994   | Francia              |
| 2  | Franck Lafitte         | C     | 8 marzo 1989     | Francia              |
| 3  | Mateusz Mika           | S     | 21 gennaio 1991  | Polonia              |
| 4  | Yacine Louati          | S     | 4 marzo 1992     | Francia              |
| 5  | Rafael Redwitz         | P     | 12 agosto 1980   | Francia              |
| 6  | Geoffrey Pauly         | S     | 19 marzo 1993    | Francia              |
| 7  | Nicolas Le Goff        | C     | 15 febbraio 1992 | Francia              |
| 8  | Julien Lyneel          | S     | 15 aprile 1990   | Francia              |
| 9  | Jordan Corteggiani     | S/O   | 7 maggio 1991    | Francia              |
| 10 | Philip Schneider       | C     | 23 dicembre 1981 | Austria              |
| 11 | Loïc Le Marrec         | P     | 1º marzo 1977    | Francia              |
| 12 | Philipp Kroiss         | L     | 2 marzo 1988     | Austria              |
| 13 | Iván Castellani        | S/O   | 19 gennaio 1991  | Argentina            |
| 14 | Tanguy Lomba           | S     | 6 gennaio 1995   | Francia              |
| 15 | Julien Latard          | S     | 28 maggio 1993   | Francia              |
| 16 | Théo Josserand         | S     | 29 agosto 1993   | Francia              |
| 17 | Marc Zopie             | C     | 31 maggio 1987   | Francia              |
| 18 | Maurice Torres         | S/O   | 6 luglio 1991    | Stati Uniti          |
| 19 | Nicolas Mandadjiev     | C     | 6 novembre 1993  | Francia              |
| 20 | Matteo Martino         | S     | 28 gennaio 1987  | Italia               |
| -  | Yosleider Cala         | S     | 22 ottobre 1984  | Cuba                 |